# Chuỗi giá trị nông nghiệp
Khái niệm chuỗi giá trị nông nghiệp (tiếng Anh: agricultural value chain) được sử dụng từ khi bắt đầu thiên niên kỷ mới, chủ yếu bởi những người làm trong lĩnh vực phát triển nông nghiệp ở các nước đang phát triển. Mặc dù không có một định nghĩa chính thức được sử dụng, nó thường đề cập đến toàn bộ chuỗi hàng hoá và dịch vụ cần thiết cho sản phẩm nông nghiệp để di chuyển từ nông trại đến khách hàng cuối cùng hay khách hàng đơn thuần. 

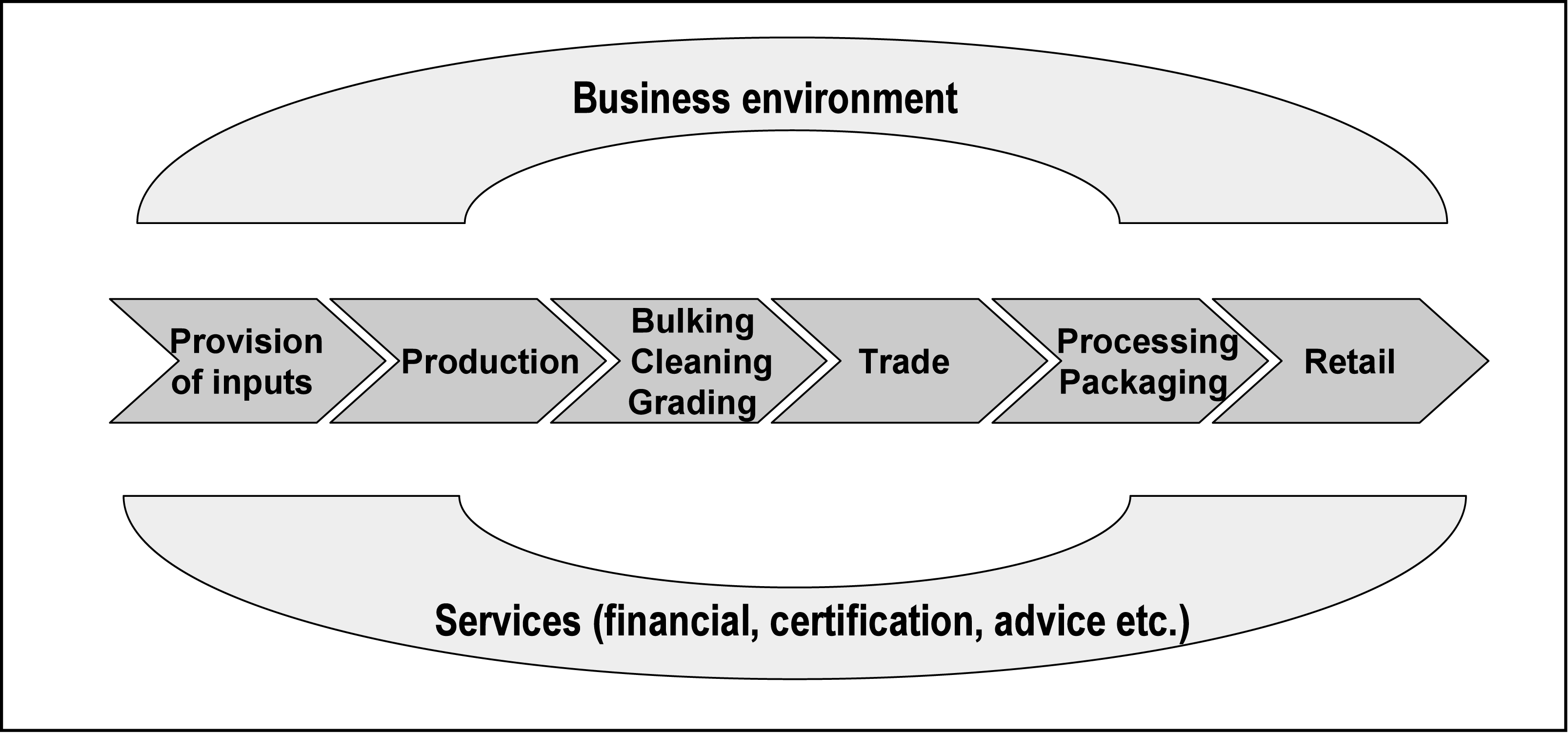
Hình miêu tả chuỗi giá trị

## Tổng quan
Định nghĩa chuỗi giá trị lần đầu tiên được công bố trong một cuốn sách trong năm 1985 bởi Michael Porter, người đã dùng nó để làm sáng tỏ việc các công ty làm thế nào để có thể đạt được cái mà ông gọi là "lợi thế cạnh tranh" bằng cách tăng thêm giá trị trong tổ chức của họ. Định nghĩa bổ sung thêm cho khái niệm được thừa nhận cho mục đích sự phát triển doanh nghiệp  và giờ trở nên phổ biến giữa những người làm việc trong ngành, với một số lượng ngày càng tăng của các tổ chức song phương và đa phương sử dụng nó để hướng dẫn can thiệp vào sự phát triển của họ
Tại trung tâm của mô hình chuỗi giá trị nông nghiệp là ý tưởng của các thành phần đã liên kết kéo dài trong một chuỗi sản xuất và vận chuyển hàng hoá tới khách hàng thông qua một chuỗi các hoạt động. Tuy nhiên, chuỗi dọc này không có chức năng trong giải pháp và một khía cạnh quan trọng trong cách tiếp cận chuỗi giá trị là nó cũng cân nhắc các ảnh hưởng ngang trong chuỗi giá trị như là cung cấp đầu vào và tài chính, sự mở rộng hỗ trợ và môi trường thuận lợi chung. Cách tiếp cận này trở nên hữu ích, đặc biệt là các nhà tài trợ, trong đó, nó đưa ra kết quả trong một sự xem xét của tất cả các yếu tố ảnh hưởng đến chức năng của người nông dân để gia nhập vào lợi nhuận thị trường, dẫn đến sự mở rộng chuỗi các can thiệp. Nó được sử dụng trong cả nâng cấp chuỗi hiện tại và cho các nhà tài trợ để nhận diện cơ hội thị trường cho các nhà nông dân nhỏ.

## Các định nghĩa
Không có một định nghĩa chung nào được công nhận cho ý nghĩa thực sự của chuỗi giá trị nông nghiệp. Thay vào đó một số công ty quảng cáo sử dụng từ đó mà không có một định nghĩa chính xác hoặc định nghĩa đơn giản để xác định lại các hoạt động đang tiếp diễn như "chuỗi giá trị" khi từ này càng ngày càng trở nên phổ biến. Các định nghĩa được công bố bao gồm định nghĩa của Ngân hàng Thế giới - World Bank "chuỗi giá trị mô tả đầy đủ một chuỗi các hoạt động tăng thêm giá trị được yêu cầu để mang đên một sản phẩm hoặc dịch vụ thông qua các giai đoạn của sản xuất, bao gồm sơ chế nguyên liệu thô và các đầu vào khác" , còn UNIDO định nghĩa là "các bên tham gia được liên kết với nhau dọc theo một chuỗi sản xuất, chuyển đổi và mang sản phẩm và dịch vụ tới tay khách hàng cuối cùng thông qua một chuỗi các hoạt động" và CIAT  "một chiến lược liên kết giữa một số các tổ chức doanh nghiệp".
Không có một định nghĩa phổ biến toàn cầu sử dụng, cụm từ "chuỗi giá trị" hiện nay được sử dụng để đề cập đến các loại chuỗi, bao gồm:
- Một thị trường hàng hoá quốc tế hoặc vùng. Ví dụ có thể bao gồm "chuỗi giá trị vải cotton toàn cầu", "chuỗi giá trị ngô Nam Phi", hoặc "chuỗi giá trị cà phê Brazil".
- Một thị trường hàng hoá quốc gia hoặc địa phương hoặc một hệ thống tiếp thị như là "chuỗi giá trị cà chua Ghanaian" hoặc "chuỗi giá trị cà chua Accra".
- Một chuỗi cung mà có thể bao quát cả hai trường hợp trên.
- Một chuỗi cung mở rộng hoặc kênh tiếp thị mà bao gồm tất cả các hoạt động cần thiết để sản xuất sản phẩm, bao gồm thông tin/sự mở rộng, kế hoạch, cung cấp đầu vào và tài chính. Nó có thể là cách được sử dụng phổ biến nhất cho thuật ngữ chuỗi giá trị.
- Một chuỗi chuyên dụng được thiết kế để đáp ứng các yêu cầu của một hoặc một số người mua hạn chế. Cách sử dụng này được xem là trung thành nhất với khái niệm của Porter, nhấn mạnh rằng một chuỗi giá trị được thiết kế để nắm giữ giá trị cho tất cả các bên tham gia bằng cách bao gồm các hoạt động để đáp ứng yêu cầu của các khách hàng hoặc nhà bán lẻ đặc biệt, nhà chế biến và công ty dịch vụ đồ ăn cung cấp các khách hàng đó. Nhấn mạnh được đặt vững chắc theo yêu cầu là nguồn gốc của giá trị.

## Các phương pháp chuỗi giá trị
Các nhà tài trợ và các tổ chức hỗ trợ phát triển nông nghiệp như là GIZ, DFID, ILO, IIED và UNIDO, đã sản xuất các chuỗi các tài liệu được thiết kế để hỗ trợ nhân viên của họ và những người khác để đánh giá các chuỗi giá trị với mục đích quyết định các biện pháp can thiệp thích hợp nhất để cập nhật các chuỗi hiện nay hoặc thúc đẩy một cái mới. Tuy nhiên, các ứng dụng phân tích chuỗi giá trị được giải thích khác nhau của các tổ chức khác nhau với những hậu quả có thể cho tác động phát triển của họ. Sự gia tăng của những hướng dẫn đã diễn ra trong một môi trường nơi mà yếu tố về khái niệm và phương pháp luận quan trọng của phân tích chuỗi giá trị và phát triển vẫn đang tiến triển. Nhiều hướng dẫn không chỉ bao gồm các thủ tục chi tiết đòi hỏi các chuyên gia để thực hiện các phân tích, nhưng cũng sử dụng phương pháp chi tiết quasi.

## Liên kết người nông dân với các thị trường
Một tập con chính của công việc phát triển chuỗi giá trị là quan tâm tới các cách liên kết người sản xuất với các công ty và do đó trong các chuỗi giá trị. Trong khi có nhiều ví dụ của sự tương tác đầy đủ các chuỗi giá trị mà không bao gồm các hộ sản xuất nhỏ (ví dụ: Unilever hoạt động công ty chè và các cơ sở chế biến chè ở Kenya và sau đó pha trộn và đóng gói trà ở châu Âu trước khi bán nó như Lipton, Brooke Bond hay nhãn hiệu PG Tips, phần lớn của chuỗi giá trị nông nghiệp liên quan đến việc bán hàng cho các công ty từ các nông dân độc lập. Sự sắp xếp như vậy thường liên quan đến hợp đồng nông nghiệp, trong đó nông dân cam kết cung cấp số lượng thống nhất của một sản phẩm cây trồng hay vật nuôi, dựa trên các tiêu chuẩn chất lượng và các yêu cầu giao hàng của người mua, thường ở một mức giá được thiết lập trước. Các công ty thường cũng đồng ý hỗ trợ cho nông dân thông qua cung cấp đầu vào, chuẩn bị đất, tư vấn mở rộng và vận chuyển sản phẩm đến các cơ sở của họ.
Việc làm thúc đẩy mối liên kết trong các nước đang phát triển thì thường dựa trên định nghĩa "chuỗi giá trị toàn diện", cái thường mà nhấn mạnh vào xác định các phương pháp có thể trong nông dân quy mô nhỏ có thể được kết hợp trong các chuỗi giá trị hiện tại hoặc mới hoặc có thể mở rộng giá trị từ chuỗi, bằng cách tăng hiệu quả hoặc cũng thực hiện các hoạt động tiếp theo chuỗi.

## Tài chính trong chuỗi giá trị nông nghiệp
Tài chính trong chuỗi giá trị nông nghiệp được đề cập đến với dòng chảy của các quỹ và trong một chuỗi giá trị để gặp gỡ với sự cần thiết của các thành viên trong chuỗi về vấn đề tài chính, để đảm bảo bán hàng, để mua nguyên liệu đầu vào hoăc sản xuất, hoặc cải thiện hiệu quả năng suất. Sự kiểm tra tiềm năng của tài chính chuỗi giá trị liên quan tới tiếp cận một tổng thể để tiếp cận phân tích chuỗi, những người làm việc trong đó, và mỗi liên kết của họ. Các mối liên kết cho phép tài chính theo một dòng chảy qua chuỗi. Ví dụ, các nguyên liệu đầu vào có thể được cung cấp tới người nông dân và chi phí có thể được chi trả trực tiếp khi sản phẩm được chuyển đi, không cần tới người nông dân cần chịu khoản nợ từ ngân hàng hoặc các công ty tương tự. Đây là tình huống chung dưới hợp đồng sự sắp xếp nông dân. Các loại của tài chính chuỗi giá trị bao gồm tài chính sản phẩm thông qua người buôn bán và nhà cung cấp nguyên liệu tín dụng hoặc tín dụng cung cấp bởi một công ty marketing hoặc một công ty dẫn đầu. Các công cụ tài chính thương mại bao gồm tài chính nhận được tại nơi mà ngân hàng đề xuất các quỹ chống lại chuyển nhượng hoặc các khoản phải thu trong tương lai từ người mua, và nhà máy trong một dự án kinh doanh bán tài khoản phải thu với một mức giảm giá. Tương tự sự sụt giảm tài chính trong chuỗi là sự đảm bảo tài sản, như trên cơ sở một biên lại kho, và giảm thiểu rủi ro như là hợp đồng sau, tương lại hoặc bảo hiểm.

## Việc sử dụng ICT trong chuỗi giá trị
Công nghệ thông tin và truyền thông (Information and Communication Technologies), hoặc ICT, ngày càng trở thành một công cụ quan trọng trong việc thúc đẩy hiệu quả của chuỗi giá trị nông nghiệp. Đó là một sự mở rộng cực đại trong việc sử dụng công nghệ điện thoại. Giá của dịch vụ ICT thì càng giảm và các công nghệ có giá vừa phải với nhiều nước đang phát triển. Các ứng dụng có thể hỗ trợ nông dân thông qua tin nhắn tin nhắn. Thí dụ bao gồm iCow, đã được phát triển tại Kenya, phát triển thông tin dựa trên thời kì mang thai và thụ tinh nhân tạo của con bò, và dựa trên bằng cách quan sát chúng. Ứng dụng như là M - Pesa có thể hỗ trợ truy cập dịch vụ thanh toán điện thoại mà không cần ngân hàng, tạo nên sự trao đổi nhân tạo trong chuỗi giá trị. Các ứng dụng khác đã được phát triển để thúc đẩy cung cấp ví dụ như bảo hiểm cây trồng thông qua đại lý đầu vào.
ICT thì cũng được sử dụng làm tăng cường mởr rộng năng suất của nhân viên văn phòng và NGO để tiếp cận người nông dân với thời gian và thông tin chính xác tại cùng một điểm, giúp đỡ nắm giữ số liệu từ cánh đồng. Chương trình Grameen Foundation's Community Knowledge Worker (CKW) là một ví dụ. Đại diện người nông dân đã được đào tạo để sử dụng ứng dụng ICT trên thiết bị điện thoại thông minh để cung cấp thông tin nông nghiệp và mở rộng hỗ trợ. Hầu hết thông tin giá thị trường hiện nay là được chuyển tới người dân thông qua SMS. Theo chuỗi giá trị, công nghệ đưa ra các khả năng để nâng cao khả năng trai đổi thương mại, mà liên quan chung tới sự phát triển các chứng chỉ quan trọng. Ở đâu cần thiết nhiều nhà xuất khẩu bây giờ có thể theo dõi lô hàng theo bên nông dân đơn lẻ hoặc mang phương pháp đo lường cần thiết để xác định vấn đề, Cuối cùng, các hệ thống như là FARAs eRails thì cũng hỗ trợ các nhà nghiên cứu nông nghiệp thông qua thu thập dữ liệu và phân tích và truy cập để cập nhật các ấn phẩm nghiên cứu.

## Các môi trường kích hoạt
Với tất cả sự phát triển nông nghiệp, có hai thứ quan trọng xuất hiện cho sự thành công về sự phát triển của chuỗi: tạo ra một môi trường đúng đẵn cho nông nghiệp và đầu tư trong hàng hoá chung nông thôn. Một môi trường kích hoạt bao gồm hoà bình và trật tự công cộng, sự ổn định kinh tế vĩ mô, lạm phát dưới mức kiểm soát, tỉ lệ ngoại hối dựa trên các tiêu chí thị trường hơn là sự phân bổ ngoại tệ của chính phủ, dự đoán thuế mà được tái đầu tư cho hàng hoá chung và quyền tài sản. Đó là một sự tương quan tích cực của sự phát triển nông nghiệp với sự đầu tư trong thủy lợi, cơ sở hạ tầng vận chuyển và các công nghệ khác. Chính phủ có một nhiệm vụ là cung cấp hàng hoá và dịch vụ quan trọng, cơ sở hạ tầng như là đường ở nông thôn, và nghiên cứu nông thôn và sự mở rộng. Sự phát triển của chuỗi giá trị thì thường bị hạn chế bởi tham nhung, cả hai tại cấp độ cao và mảng khối đường sá phổ biến tại một số nước, như là châu Phi. Nhiều sự đo dường để cải thiện chuỗi giá trị đòi hỏi sự kết hợp giữa các bộ ngành khác nhau và nó xem ra khó có thể thực hiện được.